# Frack m/1823

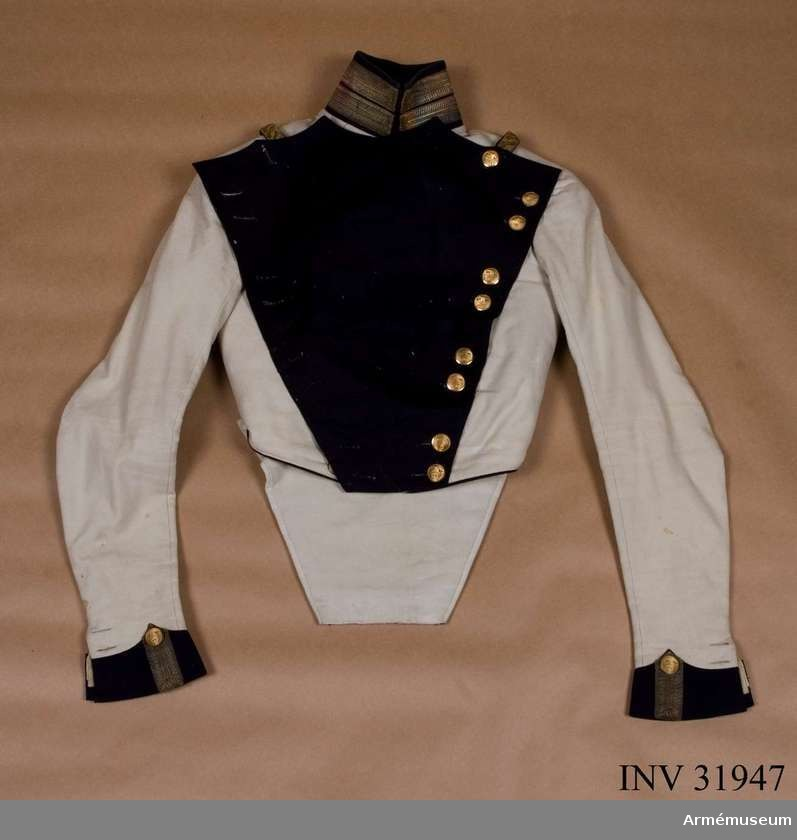
Frack m/1823 för löjtnant vid Livregementets dragonkår (K 2).

Frack m/1823 var en vapenrock som användes inom Krigsmakten (dåvarande Försvarsmakten).

## Utseende
Denna vapenrock är av vitt kläde med blå passpoal, dock skiftar detta med regemente. Den har två knapprader om åtta knappar vardera, samt är försedd med en ståndkrage. Kragen är även försedd med silvergalon. Ärmuppslagen är försedda med ett knapphål med en silvergalon. På axlarna bars epåletter vilka var silverfärgade för officerare och underofficerare samt mässing för manskap. Dessa är försedda med bokstäverna LRD (LivRegementets Dragonkår) för både officerare, underofficerare och manskap. Skörten bak är försedda med totalt 10 knappar liknande dem på framsidan. 

## Användning
Denna uniform bars enbart av Livgardet till häst (K 1) samt Livregementets dragonkår (K2). Den ersattes med vapenrock m/1852. 